# Pauline Caspers
Pauline Caspers, née le 18 avril 1865 à Paris où elle est morte le 1er novembre 1946, est une peintre française.

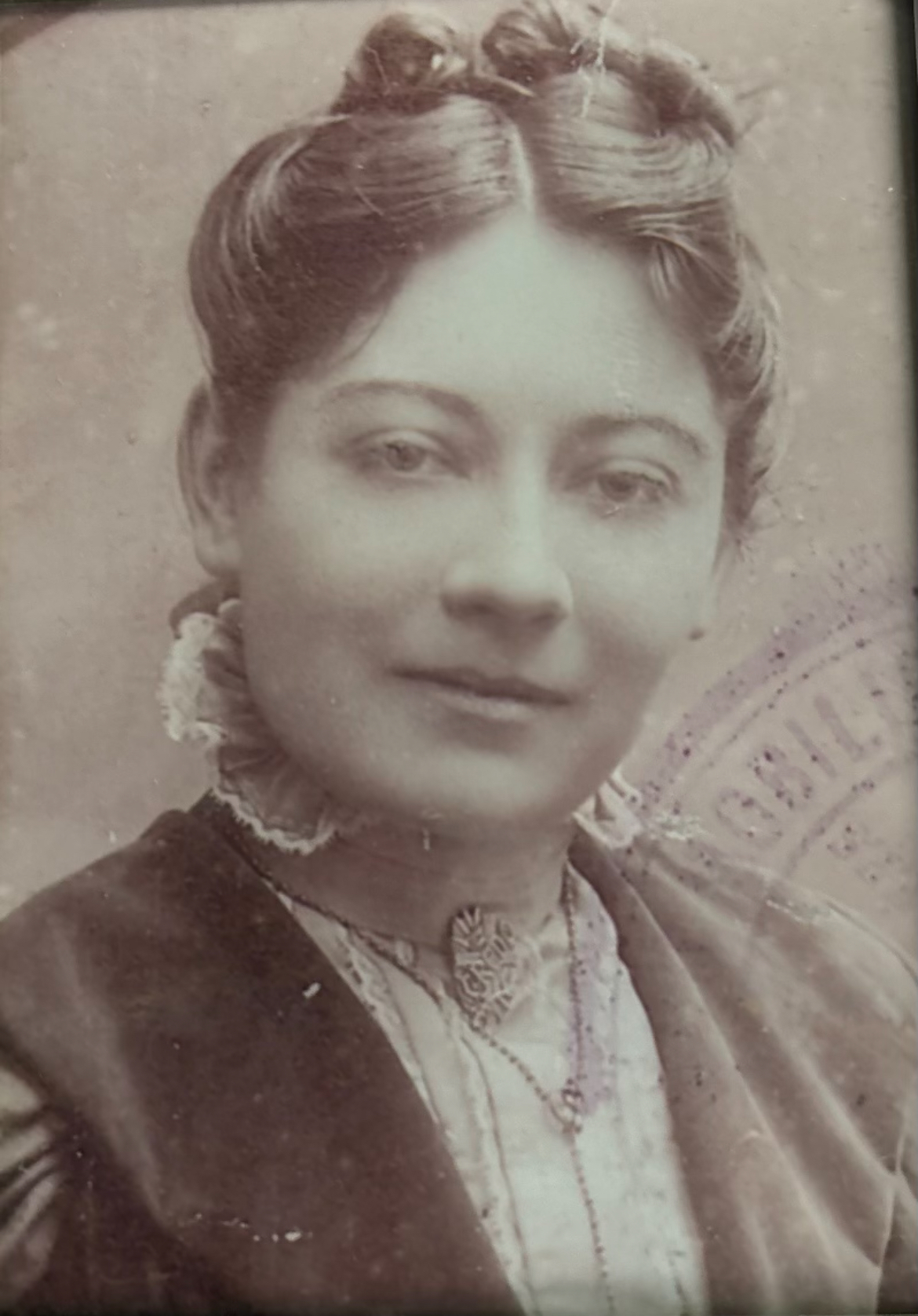
Photo de Pauline Caspers.

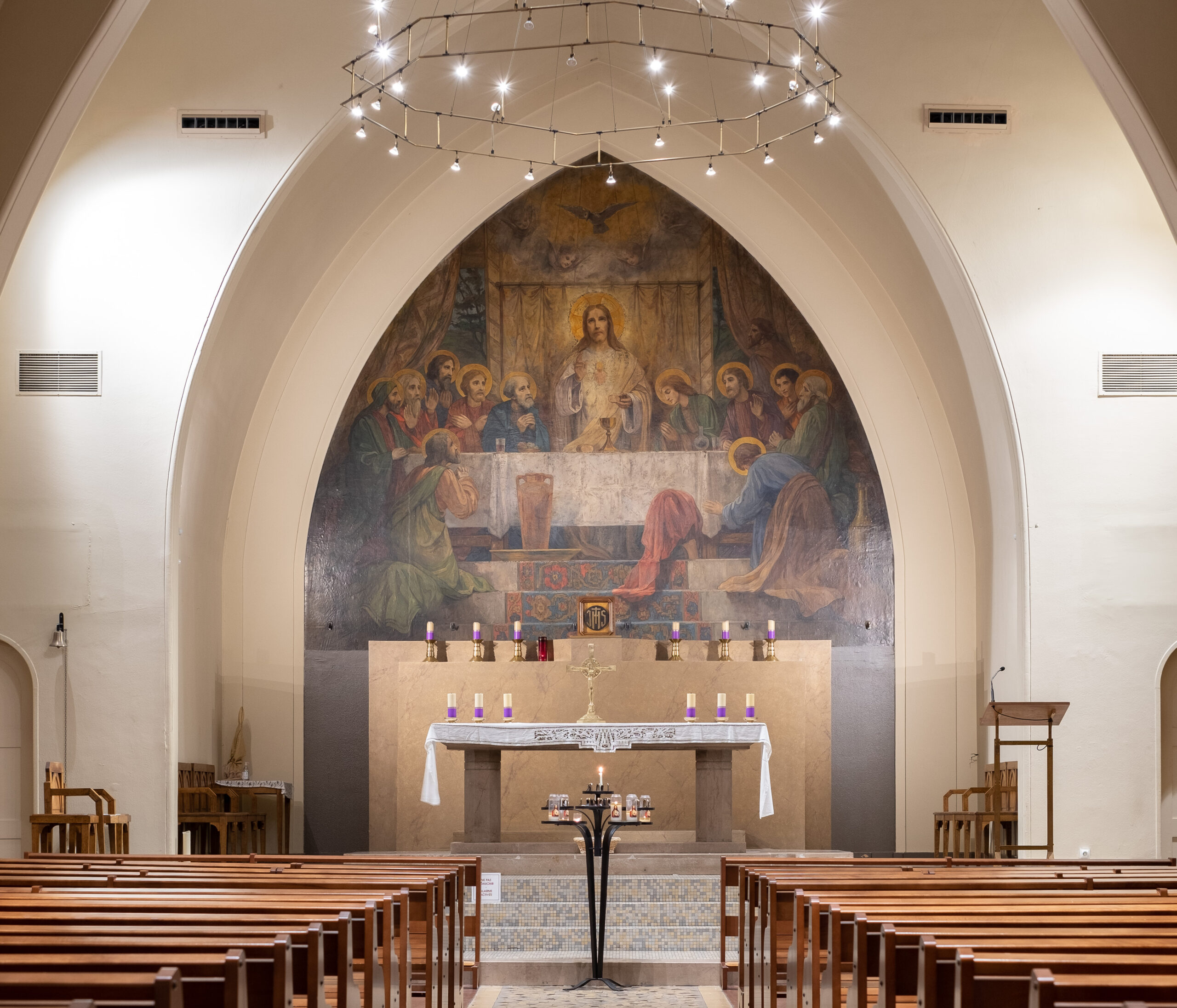
La Cène, peint par Pauline Caspers en 1938.

## Biographie
Émilie Pauline Caspers est la fille d'Henri Caspers, auteur compositeur et facteur de piano, et de Marie Angélique Gouget des Fontaines.
Peintre de fleurs et de fruits, elle tient son atelier dans la maison familiale, rue de Plaisance, à Nogent-sur-Marne. Elle obtient devient le brevet de professeur de dessin en 1885 et officie à Paris en 1902.
Elle meurt célibataire le 1er novembre 1946 à son domicile de la rue Dareau à Paris, et est inhumée le 5 novembre à Paris au cimetière du Montparnasse.